# 红牙笔螺
红牙笔螺（学名：Tiarella stictica），是新腹足目笔螺科Tiarella属的一种。主要分布于新加坡、印度尼西亚、台湾，常栖息在潮间带至深海。